# Higueras (Castellón)
Higueras es un municipio situado en la comarca del Alto Palancia, al sur de la provincia de Castellón, en la Comunidad Valenciana, España. Se encuentra situada en la zona norte de dicha comarca y dentro del Parque natural de la Sierra de Espadán. Cuenta con una población de 46 habitantes (INE 2024). Se trata de un municipio hispanófono, en el que el español cuenta con el predominio lingüístico reconocido legalmente.

## Geografía
La localidad se encuentra en la vertiente occidental de la sierra de Espadán, encontrándose en ella alguna de las mayores alturas de dicha sierra como la Elvira (1079 m), la Pedriza (1050 m) o el Monte Redondo (1006 m). Desde algunas de estas cumbres, se puede distinguir el mar mediterráneo, así como los valles del Palancia y del Mijares, desde una posición envidiable. Destacaremos la gran cantidad de fuentes que encontramos en el término municipal, algunas de ellas de gran valor, tanto ecológico, como lúdico, y singular, que solo encontraremos en este término municipal.

### Localidades limítrofes
Caudiel, Montán, Pavías y Torralba del Pinar.

## Historia
Para encontrar los primeros habitantes  de la población, nos tendremos que remontar a épocas remotas. Se conocen asentamientos iberos, lo que nos da muestras de que desde los tiempos prehistóricos, la zona ha estado poblada. Existen referencias escritas en tiempos de la dominación Romana, que hablan de unas tribus que bien pudieran estar asentadas en esta zona.
Tras la dominación Romana, la población cambió su ubicación original, asentándose en donde hoy podemos encontrarla. Restos de estos asentamientos, los encontramos entre las piedras de los puentes y diseminados por varias partes.
La primera referencia del municipio se produce durante el periodo musulmán, nombrándose como la Torre de la Higuera. La localidad, como gran parte de la comarca es conquistada por Jaime I el 22 de abril de 1236 al capitular el rey musulmán Zayd Abu Zayd. Ese día, convertido Abu Zayd al cristianismo y siendo bautizado con el nombre de Vicente, hizo la conocida donación de "castros, villas y alquerías que yo al presente poseo y pueda poseer, que de derecho deben de pertenecer a la sede segobricense", al Obispo de Segorbe Don Guillermo Eximeno o Gimeno.
Poco después, en 1248 se produce una rebelión de los habitantes de la sierra de Espadán, que seguían siendo musulmanes, capitaneada por Al Azrag, contando con gran apoyo en Higueras debido a que se encontraba relativamente alejada de lss principales rutas de paso.
En 1368 el obispo de Segorbe, Juan de Barcelona, permutó Higueras por la localidad de Navajas a María Sánchez de Lumberri, señora de Higueras, con lo que pasó a ser feudo del Obispado. A pesar de este cambio de manos, la población seguirá siendo mayoritariamente musulmana hasta la expulsión de los Moriscos en 1609. Tras ese transcendental hecho, la localidad pasó a depender de la baronía de Ayódar junto con Villamalur, Fuentes de Ayódar y Torralba del Pinar siéndole otorgada la carta puebla en 1611 por Don Miguel Jofre, barón de Ayódar.
Tras la desamortización de Mendizábal, y bajo las presiones de otros señoríos, Higueras, pierde gran parte de sus terrenos, quedando al término municipal, prácticamente igual al que hoy conocemos. Bien entrado el siglo XIX, se producen varios altercados entre la población de Higueras y la lindante Pavías, esta última, lindaba hasta el límite del casco urbano, y ante estas disputas, los Señores de ambas poblaciones decidieron cambiar los límites, tal y como hoy los encontramos.

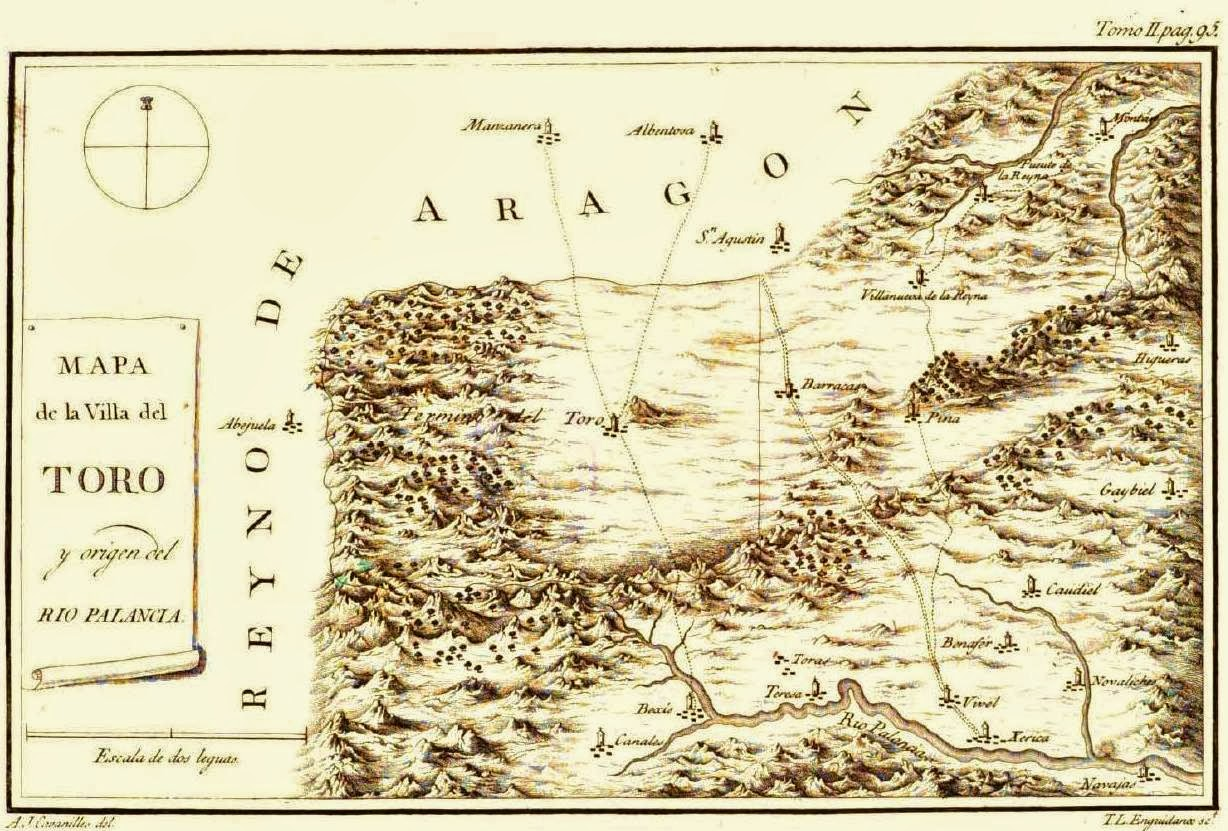
Mapa del Alto Palancia en las Observaciones de Cavanilles

## Administración
| Periodo   | Nombre                        | Partido |
| --------- | ----------------------------- | ------- |
| 1979-1983 | Vicente Alegre Gimeno         | UCD     |
| 1983-1987 | José Ramos Donato             | CP      |
| 1987-1991 | José Ramos Donato             | PP      |
| 1991-1995 | José Ramos Donato             | PP      |
| 1995-1999 | Francisco Gimeno Torregrosa   | PP      |
| 1999-2003 | Francisco Gimeno Torregrosa   | PP      |
| 2003-2007 | Francisco Gimeno Torregrosa   | PP      |
| 2007-2011 | Francisco Gimeno Torregrosa   | PP      |
| 2011-2015 | Francisco Gimeno Torregrosa   | PP      |
| 2015-2019 | María Mercedes Giménez Gimeno | PP      |

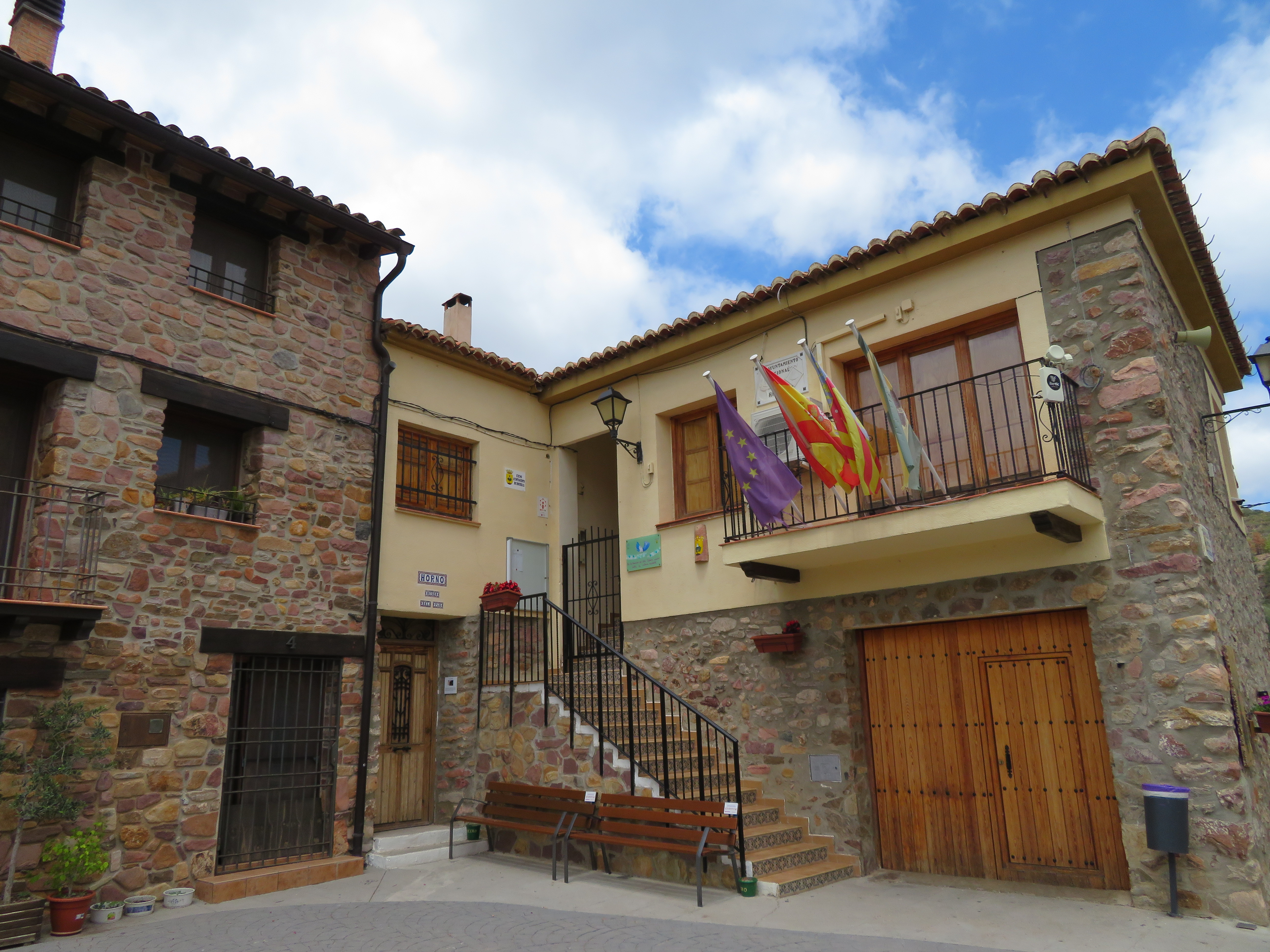
Ayuntamiento

| 2019-2023 | Mercedes Gimeno Gimeno        | PP      |

## Demografía
Higueras cuenta con una población de 46 habitantes (INE 2024).
| Gráfica de evolución demográfica de Higueras entre 1842 y 2021                                                      |
| |
| Población de derecho según los censos de población del INE Población de hecho según los censos de población del INE |

| 1900 | 1910 | 1920 | 1930 | 1940 | 1950 | 1960 | 1970 | 1981 | 1991 | 2004 | 2005 | 2007 |
| ---- | ---- | ---- | ---- | ---- | ---- | ---- | ---- | ---- | ---- | ---- | ---- | ---- |
| 366  | 334  | 289  | 246  | 211  | 165  | 129  | 62   | 51   | 33   | 92   | 84   | 67   |

## Economía
La economía de los escasos habitantes está basada en la agricultura, principalmente de secano existiendo cultivos de almendros, algarrobos y olivos, de los cuales se extrae un magnífico aceite. También existen terrenos de regadío, destacando los cerezos.

## Monumentos

### Monumentos religiosos
- Iglesia Parroquial consagrada a la Purísima Concepción

### Monumentos civiles
- Horno Mudéjar siglo XIII; alberga en su interior el Museo del pan, una de las pocas maravillas de este tipo que se encuentran actualmente en pleno uso.

- Puentes. En el término existen dos puentes romanos.

## Gastronomía
Es similar a la del resto de la comarca, presentando eso sí, dos platos autóctonos, el suquete de trilla y los congletes de San Antonio

## Fiestas
Las fiestas patronales se celebran la segunda semana de agosto en honor a la Virgen.
El 8 de diciembre la Purísima Concepción.
El segundo sábado del mes de agosto se celebra la Feria del Aceite de Oliva de la Sierra Espadán. Se puede encontrar Aceites de la más exquisita variedad de Espadan. Sin lugar a dudas una oportunidad única en la Comunidad.

## Lugares de interés
- Fuente de la Maricalva. Situada en el centro de la población mana agua natural desde los tiempos más remotos y es la verdadera señal de identidad de esta población. No se conoce que haya quedado sin manar agua nunca. Con sus más de 100 litros por minuto es una de las más importantes del término.
- Fuente de la Salud. Situada a no más de quince minutos de agradable paseo, se encuentra este paraje a orillas del barranco de la Aguanaj.
- Fuente de las Nogueras. Un lugar que como su nombre indica, en tiempos estaba bien rodeado de nogueras y pinares. Sus aguas aunque no son abundantes, son de una calidad exquisita.,
- Fuente Elvira. A más de 1000 metros de altura sobre el nivel del mar, podremos encontrar esta fuente que está enclavada en uno de los miradores más espectaculares de la Sierra de Espadán.
- Las Balsillas. En la cima de la misma montaña donde se asienta la población, se encuentran estas balsas naturales desde donde se contempla una excelente panorámica.
- Río Aguanaj. En poco más de 900 metros nos encontraremos con 14 fuentes naturales incluso dos de ellas de aguas calientes.

## Accesos
La manera más sencilla de llegar es a través de la autopista A-23 de Sagunto a Somport hasta Jérica donde se enlaza con la CV-203. El pueblo se encuentra a 80'8 km de Valencia y 87 km de Castellón de la Plana.